# Anthophora cinerascens
Anthophora cinerascens är en biart som beskrevs av Amédée Louis Michel Lepeletier 1841. Anthophora cinerascens ingår i släktet pälsbin, och familjen långtungebin. Inga underarter finns listade i Catalogue of Life.